# Музей В. О. Сухомлинського (Павлиш)
Музей Василя Олександровича Сухомлинського у смт Павлиш — це педагогічно-меморіальний музей, присвячений життю та діяльності заслуженого вчителя УРСР, члена-кореспондента Академії Педагогічних Наук СРСР, Героя Соціалістичної праці, дитячого письменника, автора багатьох педагогічних праць, колишнього директора Павлиської середньої школи (зараз Навчально-виховного комплексу "Павлиська загальноосвітня школа I-III ст. №1 - ліцей імені В. О. Сухомлинського").

## Історія створення
Музей було відкрито після смерті педагога за ініціативою колективу Павлиської середньої школи. Спочатку це була невеличка виставкова кімната, яку оформили вчителі та учні. У 1972 році дружина Сухомлинського Ганна Іванівна передала до фонду музею 1500 експонатів (сімейну бібліотеку, особисті речі, рукописи). Водночас музею було виділене приміщення для експозицій і передана квартира, де двадцять два роки жила сім’я Сухомлинських. Ця будівля споруджена ще у 1910 році. У ній спочатку містилась земська школа. У середині 1973 року, згідно з постановою Ради Міністрів УРСР, музей набув статусу державного педагогічно-меморіального.

## Структура музею та сучасний стан
Нині фонд музею має 21738 одиниць збереження, загальна експозиційна площа 230 квадратних метрів.
Збережено педагогічну документацію школи 1950-60х років, певну частину творчих матеріалів учителів і учнів, підготовчі матеріали, рукописи до літературних та науково-педагогічних праць Василя Олександровича, особисті документи педагогів.
Експозиція музею поділяється на дві частини. Перша – педагогічна (три експозиційні зали, де експонати розміщені за хронологічним принципом). Друга – меморіальна (службовий кабінет і квартира родини Сухомлинських).
Невеликий коридор з’єднує службові приміщення з квартирою, де жила сім’я Сухомлинських. Обстановка квартири проста і скромна. Тут все лишилось, як було за життя педагога і його родини. Експонуються вітальня та особиста бібліотека, яка нараховувала декілька тисяч художньої, політичної, філософської, публіцистичної літератури. У одній із кімнат зібрані фото учителів і випускників Павлиської середньої школи (1948-1947 рр.).
Вул. Сухомлинського, 4
У центрі першого залу знаходиться бюст, що є авторською копією пам'ятника на могилі педагога (скульптор О. Скобліков, архітектор Г. Ігнащенко), він розташований на фоні слів «Серце віддаю дітям», що були не тільки назвою його найвідомішої книги, а й девізом усього життя.
У музеї обладнаний невеликий кінозал, де Відвідувачі мають можливість переглянути хронікально-документальні фільми «Учитель», « Серце віддаю дітям», «Роздуми про допитливість», «Родина Сухомлинських» та інші.
Зацікавлені можуть оглянути шкільну садибу: кілька приміщень навчального призначення, шкільний сад, «зелені класи».

## Адреса та часи роботи
Музей знаходиться за адресою вул. Сухомлинського, 4 (смт Павлиш, Онуфріївського району Кіровоградської області). Працює з 08:00 по 17:00.
Перерва з 12:00 по 13:00.
Вихідні дні — субота та неділя.